# Umbraculum (animal)
Cet article concerne le genre de mollusques. Pour le genre d’hépatiques, voir Umbraculum (plante).
Genre
Synonymes
- Umbraculum bermudense (Mörch, 1875),
- Umbraculum botanicum (Hedley, 1923),
- Umbraculum indicum (Lamarck, 1819),
- Umbraculum mediterraneum (Lamarck, 1819),
- Umbraculum ovalis (Carpenter, 1856),
- Umbraculum plicatulum (Martens, 1881),
- Umbraculum pulchrum (Lin, 1981),
- Umbraculum sinicum (Gmelin, 1791),
- Umbrella indica (Lamarck, 1819),
- Umbrella mediterranea (Lamarck, 1819).

Umbraculum est un  genre de gastéropodes marins, difficilement observable car il a un comportement à dominante cryptique et sort la nuit pour se nourrir d'éponges. Umbraculum appartient à la famille des Umbraculidae.

## Particularité du genre
Il semblerait qu'il n'existe qu'une seule espèce Umbraculum umbraculum même s'il est possible de constater d'autres dénominations liées à des différences de teinte du manteau ou d'aspect de la coquille, comme Umbraculum ovale ou encore Umbraculum mediterraneum, alternativement considérée comme une espèce ou une sous-espèce suivant les classifications.

## Liste d'espèces
Selon ITIS (20 juin 2013) et Catalogue of Life (20 juin 2013) :
- Umbraculum umbraculum (Lightfoot, 1786)

Selon World Register of Marine Species (26 février 2014) :
- Umbraculum ovale (Carpenter, 1856)
- Umbraculum umbraculum (Lightfoot, 1786)

Selon NCBI (20 juin 2013) :
- Umbraculum mediterraneum (Lamarck, 1819)
- Umbraculum umbraculum (Lightfoot, 1786)

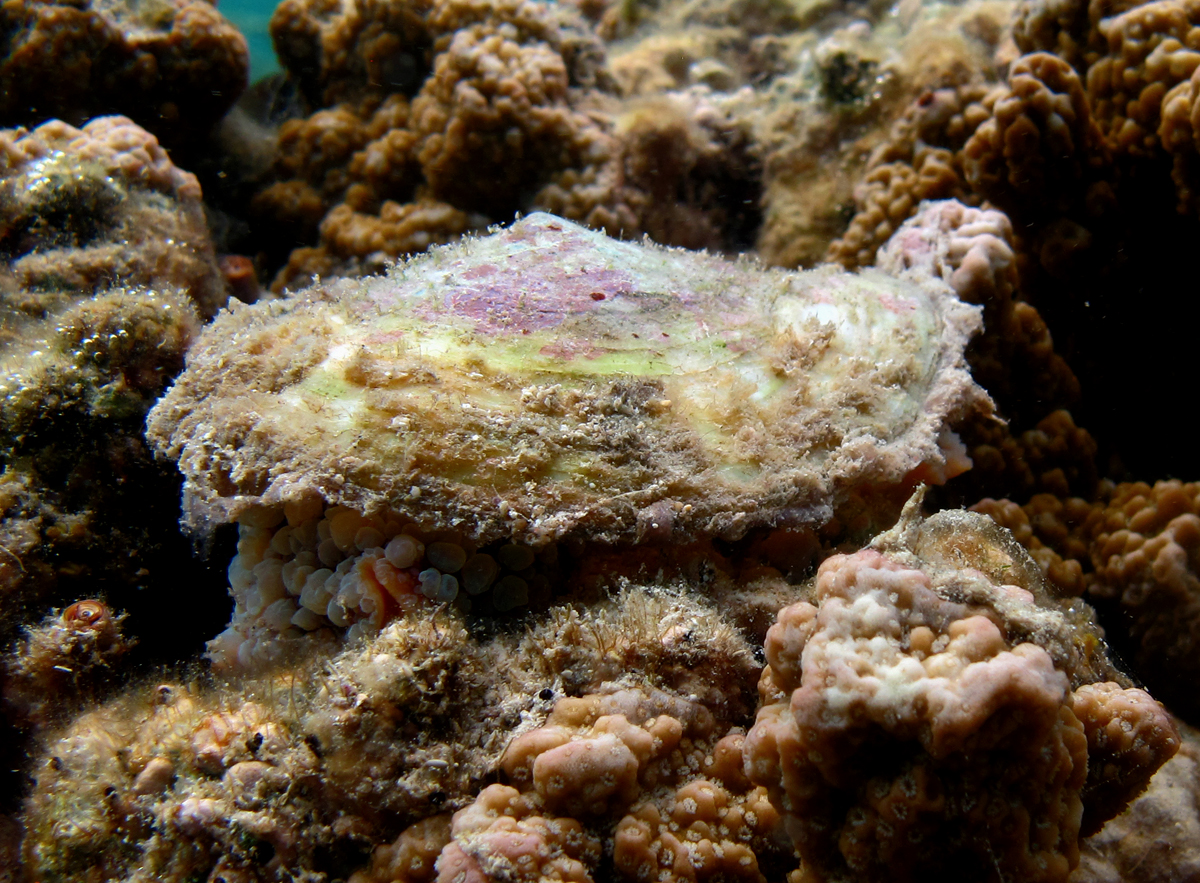
Spécimen observé à La Réunion.
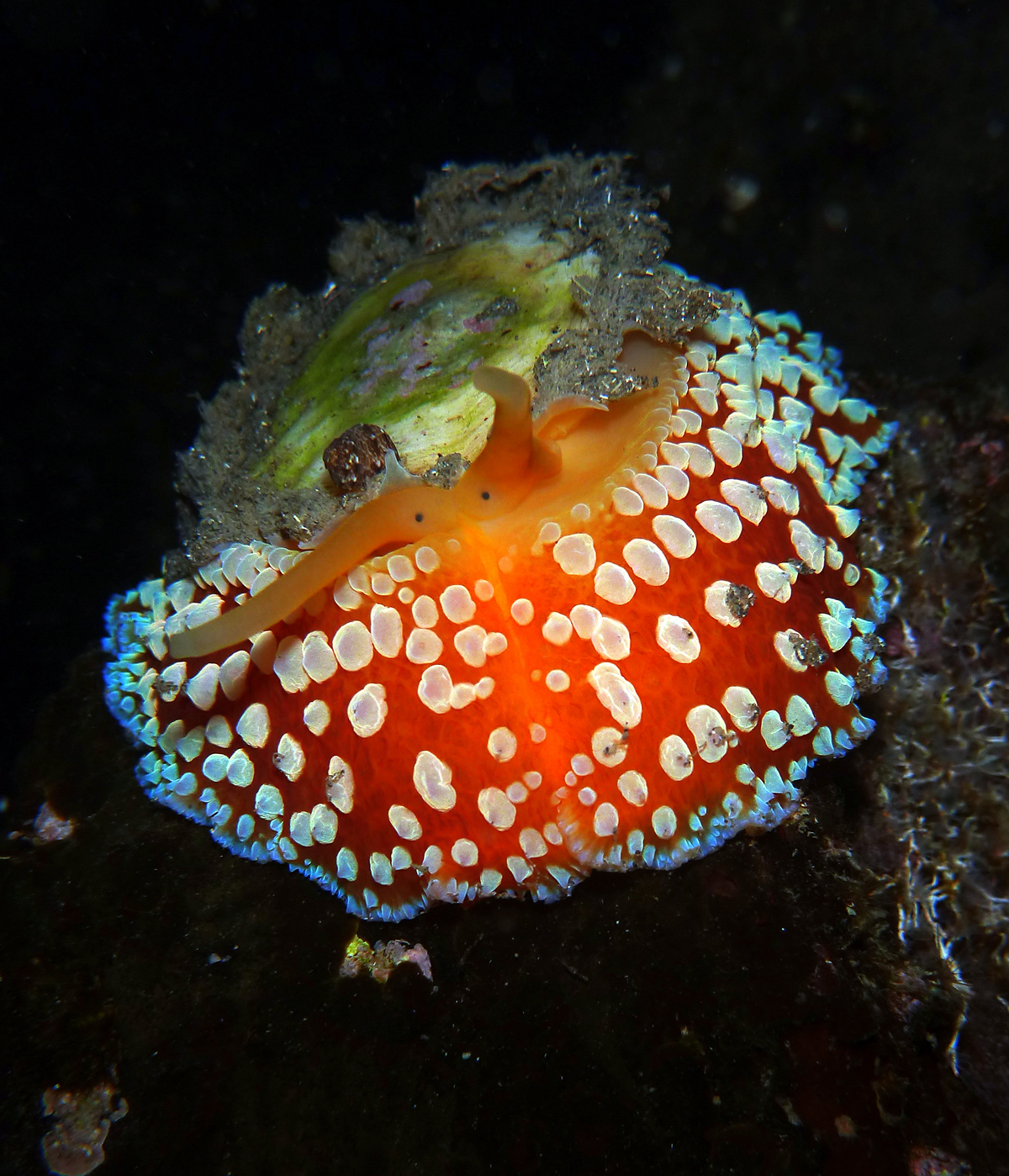
idem
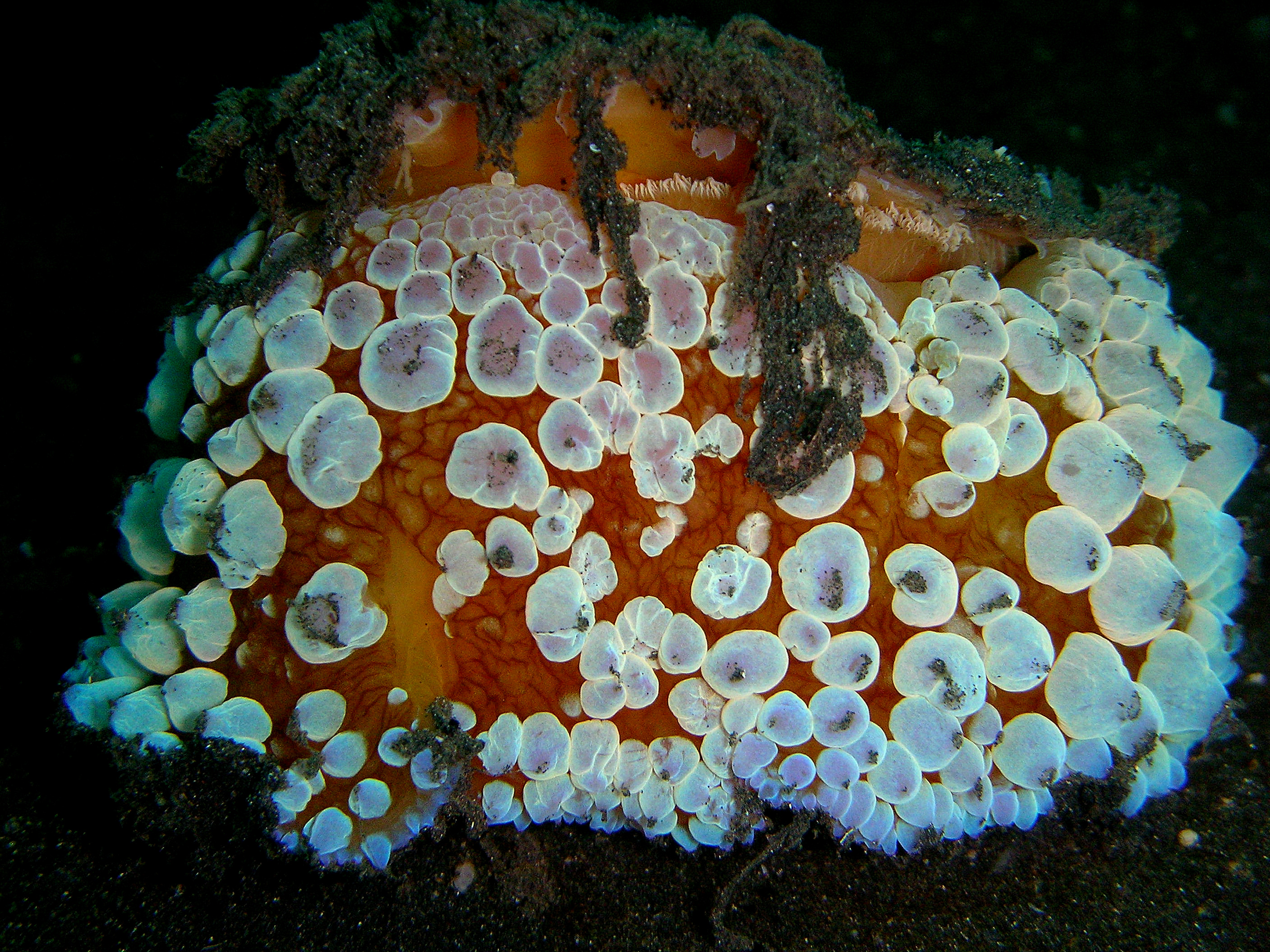
Spécimen observé à Sulawesi.
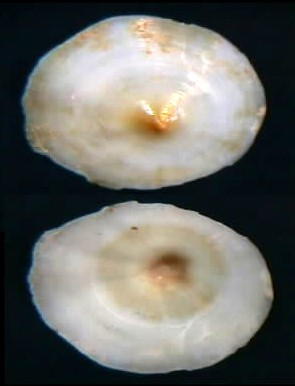
Coquille.